# تاكيو هارادا
تاكيو هارادا (باليابانية: 原田 武男) (2 أكتوبر 1971 في ساغا في اليابان – )؛ هو لاعب كرة قدم ياباني سابق كان يلعب كلاعب وسط.

## روابط خارجية
- تاكيو هارادا على موقع رابطة كرة القدم اليابانية للمحترفين (اليابانية)
- تاكيو هارادا على موقع قاعدة بيانات كرة القدم.إي يو (الإنجليزية)
- تاكيو هارادا على موقع Soccerway.com (الإنجليزية)
- تاكيو هارادا على موقع عالم كرة القدم.نت (الإنجليزية)